# Iryna Yanovych
Iryna Viktorivna Yanovych (em ucraniano:  Ірина Вікторівна Янович; Oblast de Amur, 14 de julho de 1976) é uma ciclista ucraniana. Yanovych representou sua nação nos Jogos Olímpicos de Verão de 2000, em Sydney, onde conquistou uma medalha de bronze no evento velocidade.